# Prijevoj Pircas Negras
Prijevoj Pircas Negras (špa. Paso Pircas Negras) je prijevoj preko Anda koji povezuje Argentinu i Čile. Granični prijelaz između Argentine i Čilea je na 4,164 m/nm.

## Galerija
- Silazak prema Argentini
- Čileanska strana granice.
- Planinarsko utočište El Zajón

## Vanjske poveznice
|  | Zajednički poslužitelj ima još gradiva o temi Prijevoj Pircas Negras |